# Luke Petrasek
Luke Petrasek (East Northport, 17 agosto 1995) è un cestista statunitense con cittadinanza polacca.

## Palmarès
- FIBA Europe Cup: 1

Włocławek: 2022-2023